# Distrito de San Nicolás (Carlos Fermín Fitzcarrald)
El distrito de San Nicolás es uno de los tres distritos que pertenecen a la provincia de Carlos Fermín Fitzcarrald, ubicada en el departamento de Áncash, en el Perú. Se creó políticamente durante el gobierno del presidente Fernando Belaúnde Terry, mediante la Ley 23609 del 6 de junio de 1983, gracias al trabajo de Víctor Edmundo Barron Villanueva, y la asociación “Hermanos de San Nicolás”, la cual presidio. Gracias a esta labor, San Nicolás fue asignado un fondo del gobierno central para la formación de la alcaldía, escuela y centro policial. Anteriormente fue un caserío del distrito de Yauya, integrante de la provincia de Mariscal Luzuriaga, desde 1956 hasta 1983.
San Nicolás se ubica en el flanco derecho del río Yanamayo. Su relieve se caracteriza por estar surtido de grandes y numerosos precipicios. Parte de su cuenca hidrográfica avena en el río Marañón.

## Capital
La capital del distrito se llama San Nicolás. Se ubica a una altitud de 2965 m s. n. m. Esta nació de la aglomeración urbana en torno a la casa hacienda de la familia Barrón Blanco entre 1830 y 1860. Para inicios del siglo XX, uno de los miembros de dicha familia donó parte de sus propiedades para el trazado de la plaza de armas y las calles.

## Población
Acudiendo a las cifras que registra el censo 2007 de INEI:
- Total: 3922 habitantes (1983 son mujeres).
- Población urbana: 595 moradores.
- Con edad mínima de 65 años, 227 individuos
- Quechuahablantes, 3444 de 3624 consultados (porcentaje: 95,03 %).

## Centros poblados
El Distrito de San Nicolás está conformado por tres centros poblados:
- Ruris.
- Ranchaj.
- Centro Poblado de LLamca.

## Autoridades

### Municipales
- 2019 - 2022[1]
  - Alcalde: Moisés Simion, Espinoza Melgarejo, del partido [ MANPE ].
- 2015 - 2018
  - Alcalde: Rolando Félix Flores Mattos, del Alianza para el Progreso.
- 2011 - 2014
  - Alcalde: Perci Yony Celestino Llashag, del Partido Perú Posible (PP).
- 2006 - 2010
  - Alcalde: Damasco Lidio Olórtegui Romero.